# Guarda Vermelha Operário-Camponesa

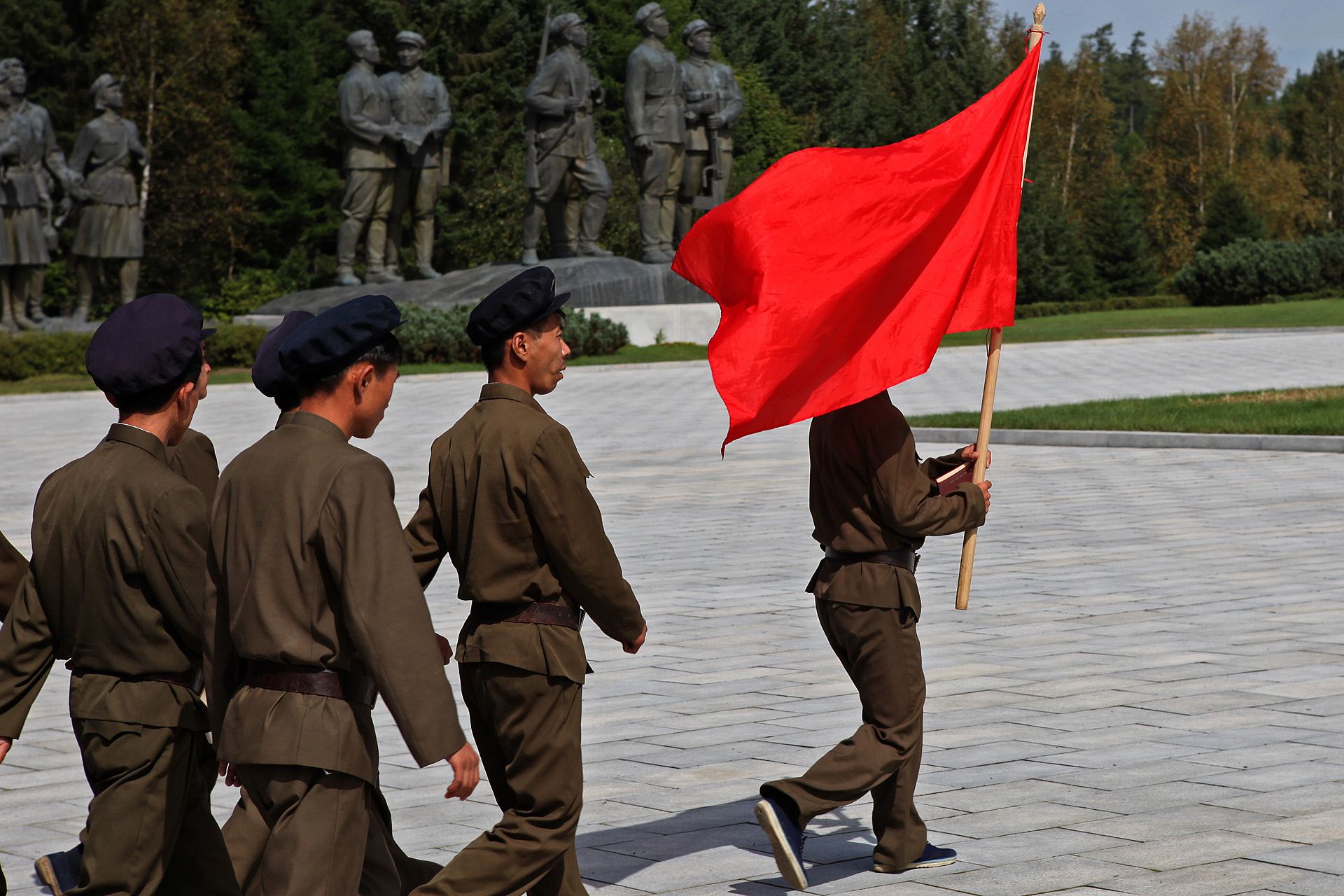
Guarda Vermelha Operário-Camponesa no grande monumento de Samjiyon.

A Guarda Vermelha Operário-Camponesa (em coreano:  로농적위군), também traduzida como Milícia Vermelha dos Operários e Camponeses, é uma força paramilitar existente na Coreia do Norte. É a maior força de defesa civil da Coreia do Norte, tendo sido estabelecida em 14 de janeiro de 1959 por Kim Il-sung. A força não está apenas sob o controle da Comissão de Assuntos do Estado (até 2016 chamada Comissão de Defesa Nacional) e do Ministério das Forças Armadas do Povo, mas é também ligada ao Partido dos Trabalhadores da Coreia sob seu Departamento de Assuntos Militares. 

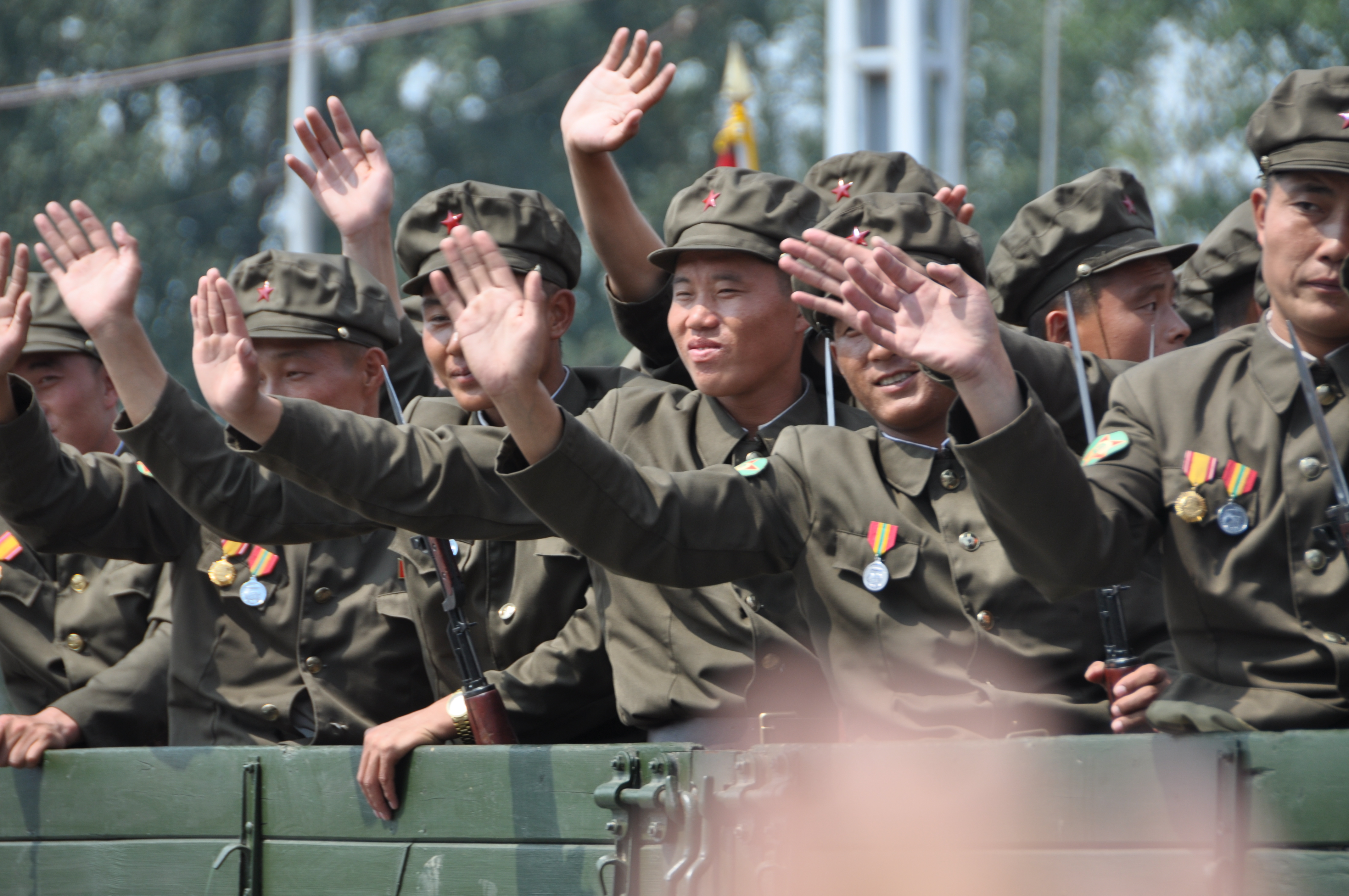
Guarda Vermelha Operário-Camponesa

A milícia é organizada em nível de província/cidade e vila/aldeia e estruturada na forma de de brigada, batalhão, companhia e pelotão. A milícia possui armas leves de infantaria, com alguns morteiros, canhões de campo e canhões antiaéreos e até equipamentos mais antigos que foram modernizados, como lançadores de foguetes múltiplos, como as lançadores BM-13 e motocicletas Ural D-62, embora algumas unidades atuem desarmadas na condição de realizar operações de logística e unidades médicas.
Sua força é estimada em 5 milhões de pessoas.